# The Bottom of the Well
The Bottom of the Well è un film muto del 1917 diretto da John S. Robertson. La sceneggiatura si basa sul romanzo The Bottom of the Well di Frederick Upham Adams che venne pubblicato a New York nel 1906.

## Trama
Un ragazzo chiamato "Mascot", che si crede sia il figlio di un contrabbandiere, il capitano Stark, viene cresciuto da Deane, il governatore britannico di Kingston, dopo che l'imbarcazione su cui si trovava il ragazzo è stata catturata.
Anni dopo, Mascot, che ora ha preso il nome di Stanley Deane, è diventato avvocato e vive a Londra dove difende i diritti dei lavoratori in un'organizzazione chiamata The Well. Stanley si innamora di Alice Buckingham, la figlia del proprietario della fabbrica, che conosce fin da quando erano bambini. Ma Buckingham padre odia Stanley perché appoggia gli operai e racconta alla figlia che non può frequentarlo adducendo oscure ragioni familiari. Intanto gli operai progettano di far saltare per aria il palazzo di Buckingham che, senza dir nulla a nessuno, si è infiltrato travestito tra gli aderenti di The Well. Stanley salva Alice, ma tra i detriti viene trovato un corpo carbonizzato che tutti credono quello di Buckingham. Tutti gli appartenenti a The Well vengono arrestati per omicidio, anche Buckingham che rivela la propria identità solo dopo la condanna degli operai. L'uomo dichiara anche che l'esplosione è stata un incidente e che il corpo ritrovato era quello che usava lui per i suoi esperimenti. I lavoranti vengono assolti e Stanley scopre le sue vere origini, cioè di essere figlio di un banchiere di Boston. La rivelazione spazza via tutti i pregiudizi di Buckingham contro di lui e il giovane può finalmente coronare il suo sogno d'amore con Alice.

## Produzione
Il film fu prodotto dalla Vitagraph Company of America.

## Distribuzione
Il film - presentato da Albert E. Smith - uscì nelle sale cinematografiche statunitensi il 22 ottobre 1917.